# Hopelchén
Hopelchén é um município do estado de Campeche, no México.